# Kulturåret 1699

## Teater

### Händelser
- Ett franskt teatersällskap under Claude Guilmois de Rosidor hyrs in till Stora Bollhuset i Stockholm och stannar till 1706.